# Frits Philips

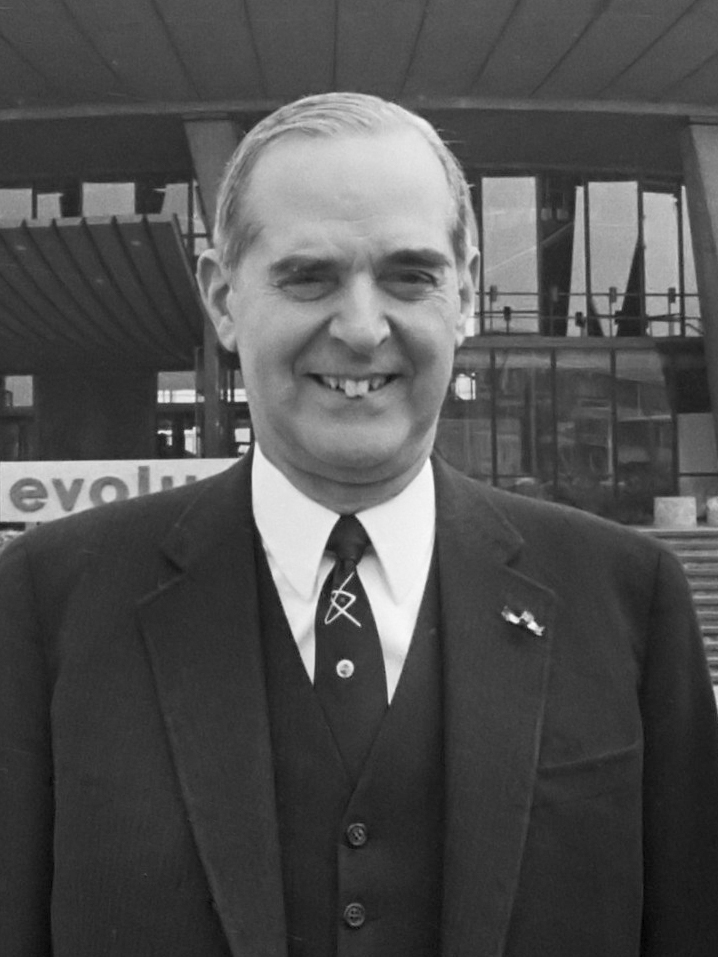
Frits Philips (1971)

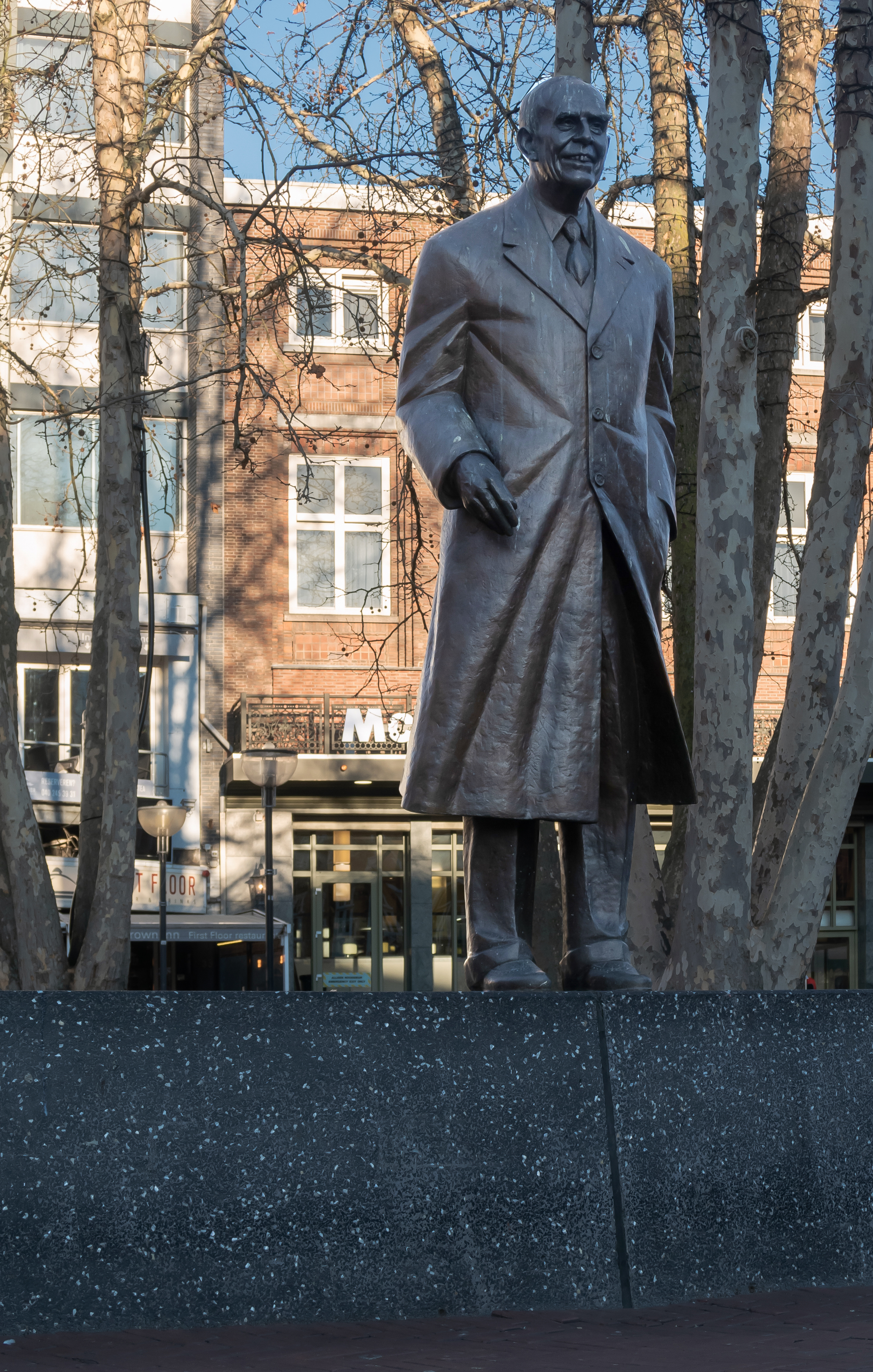
Statue von Frits Philips

Frederik Jacques Philips (* 16. April 1905 in Eindhoven, Niederlande; † 5. Dezember 2005 ebenda, genannt Frits Philips) war ein niederländischer Industrieller.

## Leben
Frits Philips war einziger Sohn von Anton Philips und Neffe von Gerard Philips, Mitbegründer von Philips & Co. in Eindhoven (ab 1912: N.V. Philips' Gloeilampenfabrieken). Von 1923 bis 1929 studierte er an der Technischen Universität Delft Maschinenbau und wurde dort promoviert. Seine spätere Ehefrau Sylvia van Lennep lernte er während des Studiums in Delft kennen. Nach Ableistung des Wehrdienstes übertrug ihm sein Vater bereits mit 25 Jahren Verantwortung in der Firma. Anton Philips gab 1939 den Vorstandsvorsitz der Philips' Gloeilampenfabrieken an Frans Otten, Schwager von Frits Philips ab. Von 1961 bis 1971 war Frits Philips der letzte Konzernpräsident mit dem Gründernamen und schuf aus der ehemaligen Glühlampenfabrik einen Elektronikkonzern mit mehr als 160.000 Mitarbeitern. Unter seiner Ägide wurde die Compact Cassette ab 1963 weltweit eingeführt und die Produktion von integrierten Schaltkreisen bei Philips aufgenommen. Heute (2008) gilt Philips als Marktführer beispielsweise bei den Radio Frequency Identification (RFID)-Chips.
Er blieb zeitlebens in den Niederlanden wohnhaft, auch als im Zweiten Weltkrieg während der deutschen Besetzung ein Teil seiner Familie das Land verließ. Unter der nationalsozialistischen Herrschaft (Reichskommissariat Niederlande) wurde er 1943 für mehrere Monate in einem Konzentrationslager interniert. 
Frits Philips war in den Niederlanden und insbesondere in seiner Geburtsstadt Eindhoven aufgrund seines sozialen Engagements sehr beliebt und erhielt als Zeichen der Ehrerbietung von Mark van Bommel im April 2005 die Meistertrophäe der Eredivisie (höchste Fußball-Liga der Niederlande) überreicht. Das Philips Stadion des Clubs PSV Eindhoven ist nach dem Konzern benannt. Ferner wurde nach ihm das Muziekcentrum Frits Philips in Eindhoven benannt.
Frits Philips starb 13 Jahre nach seiner Frau Sylvia van Lennep-Philips im Alter von hundert Jahren an den Folgen einer Lungenentzündung. Er wurde auf dem Gemeentelijke begraafplaats Woense in Eindhoven beigesetzt. Nach seinem Tod beschloss der PSV Eindhoven, dass im Philips Stadion im Block D der Sitzplatz in Reihe 22, Sitz 43, auf der Südtribüne im Gedenken an Frits Philips unbesetzt bleiben soll.